# Стефан Свенссон
Стефан Свенссон (швед. Stefan Svensson; нар. 17 лютого 1962, Гетеборг, Швеція) — колишній шведський тенісист.
Найвищу одиночну позицію світового рейтингу — 245 місце досяг 22 грудня 1980 року, парну — 123 місце — 28 квітня 1986 року.
Найвищим досягненням на турнірах Великого шолома було 2 коло в парному та змішаному парному розрядах.

## Титули на челленджерах

### Парний розряд: (5)
| Рік  | Турнір                   | Покриття | Партнер       | Суперники                      | Рахунок       |
| ---- | ------------------------ | -------- | ------------- | ------------------------------ | ------------- |
| 1981 | Ессен, Західна Німеччина | Ґрунт    | Ян Гуннарссон | Ерні Еверт Дамір Керетич       | 7–6, 7–6      |
| 1983 | Ашкелон, Ізраїль         | Тверде   | Гюб ван Букел | Родні Кроулі Ренд Еветт        | 6–4, 4–6, 6–3 |
| 1986 | Бразиліа, Бразилія       | Ґрунт    | Ронні Ботман  | Ґуставо Луса Густаво Тіберті   | 6–4, 6–1      |
| 1987 | Порту, Португалія        | Ґрунт    | Конні Фальк   | Ронні Ботман Міхаель Таусон    | 7–5, 5–7, 6–3 |
| 1988 | Верона, Італія           | Ґрунт    | Ронні Ботман  | Марчелло Бассанеллі Уго Пігато | 6–4, 1–6, 6–4 |